# Diaphus malayanus
Diaphus malayanus är en fiskart som beskrevs av Weber, 1913. Diaphus malayanus ingår i släktet Diaphus och familjen prickfiskar. Inga underarter finns listade i Catalogue of Life.